# Гай Марций Рутил Цензорин
Гай Ма́рций Рути́л Цензори́н (лат. Gaius Marcius Rutilus Censorinus; умер, по одной из версий, около 260 года до н. э.) — древнеримский политик и полководец, единственный, кто занимал должность цензора дважды (в 294 и 265 гг. до н. э.).
Гай Марций был сыном Гая Марция Рутила, который первым из плебеев стал диктатором и цензором.
В 311 году до н. э. Гай Марций стал народным трибуном, а в 310-м — консулом (совместно с Квинтом Фабием Максимом Руллианом). Пока коллега успешно воевал в Этрурии, Гай Марций вёл войну с самнитами, в ходе которой приступом взял Аллифы, а также много других городов и поселений. После этого самниты собрали большую армию и дали римлянам бой, исход которого был неясен. Однако, в ходе сражения несколько военных трибунов и один легат были убиты, а Гай Марций — ранен.
После принятия закона Огульния в 299 году до н. э. Гай Марций стал одним из первых плебеев, получивших место в коллегии понтификов. В 294 году Гай Марций был избран цензором совместно с Публием Корнелием Арвиной, а в 265 году — во второй раз, вместе с Гнеем Корнелием Блазионом. Это уникальный случай в истории Рима, когда один человек занимал должность цензора дважды. После этого Гай Марций получил агномен «Цензорин» (Censorinus), а также добился принятия закона, запрещавшего повторно претендовать на должность цензора.